# Grande école
Pour les articles homonymes, voir Grande école (homonymie).
Ne doit pas être confondu avec Conférence des grandes écoles, Grand établissement ou École supérieure.
Une grande école est un établissement de l'enseignement supérieur français hors du système universitaire, public ou privé, qui recrute ses élèves sur concours. Le concept de grande école est créé au XVIIIe siècle pour former les cadres techniques et militaires de l'État.
Il s'agit d'établissements très sélectifs qui recrutent leurs élèves par concours. Les grandes écoles « forment des ingénieurs et managers de haut niveau, mais aussi des spécialistes de l'art, des lettres et des sciences humaines »,.
Parmi ces établissements figurent les écoles normales supérieures, d'ingénieurs, militaires, de commerce, d'arts (beaux-arts, arts décoratifs, cinéma), d'architecture, de sciences politiques, d'études judiciaires et de journalisme.

## Définition

### Prestige et élitisme
Le terme renvoie à une dimension élitiste de l'enseignement supérieur en France et à l'idée de prestige par la sélection à l'entrée et les carrières des élèves qui les ont fréquentées. S'y ajoute une dimension historique marquée par la volonté de l'État de former des cadres de haut niveau au service de l'industrie, de l'administration, voire de l'armée.[réf. nécessaire]. Le passage par une grande école devient une marque des élites françaises, notamment dans la deuxième moitié du XIXe siècle.
Plus de 60 % des P-DG du CAC 40 étaient issus d'une grande école française en 2018. La plupart des présidents de la République sont, sous la Ve République, diplômés d'au moins une grande école. François Hollande est notamment diplômé de trois d'entre elles. Les diplômés des grandes écoles jouent un rôle majeur au sein des cabinets ministériels sous la Quatrième République et la Cinquième République, qui composent 52 % des membres des cabinets durant les vingt premières années de cette république. Sous la Troisième République, plus de 57 % des membres des cabinets étaient diplômés de la seule École libre des sciences politiques.

### Reconnaissance et diplômes
Les grandes écoles, qu'elles soient publiques ou privées, permettent généralement d'obtenir un diplôme visé contrôlé par l'État, conférant le grade de master, après cinq ans d'études incluant deux années de formation préliminaire, le plus souvent dans les classes préparatoires aux grandes écoles. Ce système d'enseignement supérieur constitue une particularité française.

### Liste des grandes écoles
La loi n'établit pas de liste des grandes écoles, ni n'encadre l'utilisation de ce label. Toutefois, le ministère de l'Éducation nationale publie annuellement dans son Bulletin officiel un « Calendrier des concours d'entrée » associé aux grandes écoles, comprenant une liste des établissements auxquels permettent d'entrer chaque concours,,,.
Le Système d'information sur le suivi des étudiants (SISE) du ministère de l'Enseignement supérieur comporte une catégorie « grandes écoles », qui inclut l'ensemble des écoles d'ingénieurs et de commerce déclarées, ainsi que les Instituts d’études politiques (IEP), les Écoles normales supérieures (ENS), et quelques écoles spécialisées, celui-ci contenait 234 établissements en 2017.
Le concept de grande école est distinct des membres de la Conférence des grandes écoles. Cette dernière est une association d'établissements d'enseignement supérieur fondée en 1973 à l'initiative de douze grandes écoles parisiennes après Mai 68. Très vite cette conférence est élargie à l’ensemble des écoles délivrant le titre d’ingénieur en France par son secrétaire général de l'époque, Pierre Laffitte. Cette association comptait 240 écoles supérieures en octobre 2023, dont 13 à l'étranger.

## Typologie
Les grandes écoles se caractérisent généralement par la sélection par concours d'élèves formés dans les classes préparatoires, des effectifs d'étudiants relativement faibles pour un encadrement important, des contacts étroits avec le monde professionnel, une autonomie significativement plus importante que celle du monde universitaire. Parmi les grandes écoles, plusieurs statuts coexistent,, :
- les établissements publics, rattachés à un ministère[16], souvent sous tutelle du ministère de l'Éducation nationale et parfois sous celle d'autres ministères, comme le ministère de la Défense (pour l'École polytechnique par exemple), ou le ministère de l'Agriculture (pour l'École nationale du génie rural et les Écoles nationales vétérinaires)[18],[19],[17] ;
- les établissements consulaires[16], publics ou privés à capitaux publics, rattachés à une Chambre de commerce et d'industrie (HEC, ESCP Europe, Sup de Co La Rochelle, École supérieure d'ingénieurs en électrotechnique et électronique...)[16] ;
- les établissements privés[16], généralement sous tutelle ministérielle, mais qui peuvent avoir des statuts divers : association loi de 1901 à but non lucratif (EDHEC Business School, Institut catholique d'arts et métiers...)[16], fondation (EPF...)[16] ou société par actions (EM Lyon Business School)[16].

## Histoire
Historiquement, les grandes écoles étaient destinées à former les fonctionnaires des différents corps de la fonction publique française. Contrairement à la plupart des autres pays, où les universités dispensent toutes les formations académiques, techniques et professionnelles supérieures (y compris les formations en ingénierie et en commerce), les grandes écoles leur font concurrence pour la formation des personnels ingénieurs et commerciaux. En France la formation universitaire était à l'origine majoritairement destinée à former les juristes, les médecins, les économistes, les chercheurs et les professeurs de la République. Depuis, les universités françaises se sont diversifiées.

### Avant la Révolution française
L'une des premières mentions du vocable « grande école » remonte à la Renaissance, notamment à l'université d'Orléans où les « grandes écoles de France » sont des bâtiments de cours universitaires construits à partir de 1498 et détruits en 1824. Au XVe siècle, le vocable « grande école » n'est pas corrélé avec les domaines de l'ingénierie et du commerce, tout comme les écoles non-universitaires telles que le Collegium Trilingue créé en 1517 à Louvain et le collège royal créé en 1530 à Paris. C'est à la fin de l'époque moderne qu'est effectuée cette association.
Les premières grandes écoles ont été créées par l'État au milieu du XVIIIe siècle, dans le but de fournir les cadres techniques et militaires des grands corps de l'État : les Forces armées françaises, le corps des Mines, des Télécommunications, des Eaux et des forêts, de l'Administration centrale, des Ponts et chaussées, de l'Agriculture, des Ports et arsenaux, de la Science vétérinaire, de l'Enseignement, etc. Ainsi, seules huit écoles supérieures réorganisées à partir de la Convention et dont les places étaient offertes au concours public étaient traditionnellement appelées grandes écoles : Polytechnique, Ponts et chaussées, Mines, Génie Maritime (actuellement ENSTA Paris), Saint-Cyr, Navale, Normales supérieures, Agro, Vétérinaire[réf. nécessaire]. À cette liste ont été ajoutées au XIXe siècle des écoles publiques comme l'École d'arts et métiers, Télécom Paris, ou privées comme l'École spéciale des travaux publics, du bâtiment et de l'industrie. La difficulté du concours et la qualité de la formation dans les grandes écoles a fait que cette appellation, qui n'est pas réglementée, est devenue très prestigieuse.
- La première école d'officiers d'artillerie fut créée par Louis XIV en 1679 à Douai, jouxtant l'université de Douai[23].
- L'École militaire est créée à Paris en 1748. Des écoles spéciales, se sont développées dans diverses villes de province au cours du XVIIIe siècle pour fournir le personnel des différents corps: Artillerie, Génie, etc.

Création des premiers concours scientifiques pour l'entrée dans les corps techniques militaires (Génie, Artillerie, Marine) et d'écoles de formation des officiers techniques et des ingénieurs de l'État :
- 1741 : École des ingénieurs-constructeurs des vaisseaux royaux (actuellement ENSTA Paris) ;
- 1747 : École royale des ponts et chaussées (actuellement École des Ponts ParisTech) ;
- 1748 : École royale du génie de Mézières ;
- 1761 : École royale vétérinaire créée à Lyon par Claude Bourgelat ;
- 1765 : École royale vétérinaire d'Alfort ;
- 1780 : École des pupilles du régiment de dragons du duc de La Rochefoucauld-Liancourt devenue à la Révolution l'école des Enfants de l’armée, puis, en 1803, l'école d'arts et métiers de Compiègne (actuellement Arts et Métiers ParisTech). Elle ouvre la voie à la création d'écoles royales militaires pour les enfants de militaires se formant dans les techniques militaires ou civiles avant de devenir une école d'enseignement technique ;
- 1783 : École des mines de Paris (actuellement Mines ParisTech).

L'École normale, future École normale supérieure, quant à elle, remonte à celle créée au collège de Louis le Grand après la suppression de l'Ordre des Jésuites sous Louis XV en s'inspirant de l'expérience des écoles normales germaniques (Normalschulen), établies à l'époque de Marie-Thérèse et de Joseph II.

### LaIreRépublique et l'Empire
Certains des grands acteurs de la Révolution française, tels Napoléon Bonaparte (école de Brienne), Condorcet ou Lazare Carnot (école du génie de Mézières), en sont issus. Ce dernier, avec le mathématicien Gaspard Monge, a créé en 1794 l'École polytechnique, presque en même temps qu'était créée l'École normale de l'an III par Lakanal. Dans la même logique, les anciennes facultés de médecine et de droit seront rétablies comme des « école de droit » et « école de médecine », indépendantes de l'université.

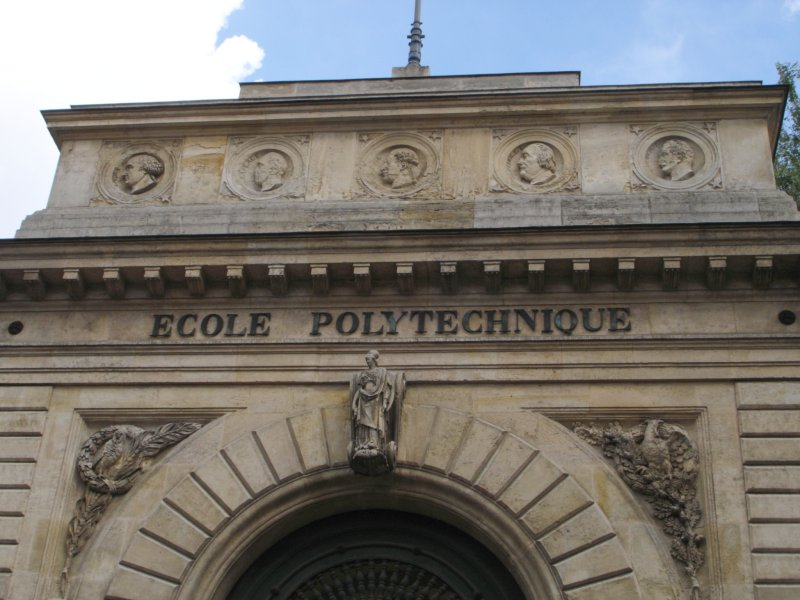
Fronton historique de l'École Polytechnique, rue Descartes à Paris.

An III (1794) : création de quatre écoles :
- l'École centrale des travaux publics, rebaptisée École polytechnique en 1795 ;
- l'École normale, rebaptisée École normale supérieure en 1845 ;
- le Conservatoire national des arts et métiers (CNAM) ;
- l'École spéciale des langues orientales (INALCO).

Antoine-François Fourcroy, dans son Rapport fait à la Convention sur l’organisation des écoles destinées aux divers services publics du 30 vendémiaire an IV, définit la doctrine de l’École spéciale qui pour Thuillier vaudra aussi pour tous les projets d’ENA jusqu’en 1945 : « il est nécessaire que les sujets admis dans ces écoles y soient dans un nombre correspondant au besoin du service, qu’ils se consacrent dès leur entrée dans cette carrière à servir l’État ».
La loi du 30 vendémiaire an IV (22 octobre 1795) qui organise les écoles de services publics, fixe la liste suivante de onze écoles :
- École polytechnique
- Conservatoire national des arts et métiers
- École d'artillerie
- École nationale des ponts et chaussées
- École nationale supérieure des mines de Paris
- École du génie maritime, école de l'armement, école des poudres et munitions
- École des géographes

- Écoles de marine (École navale)

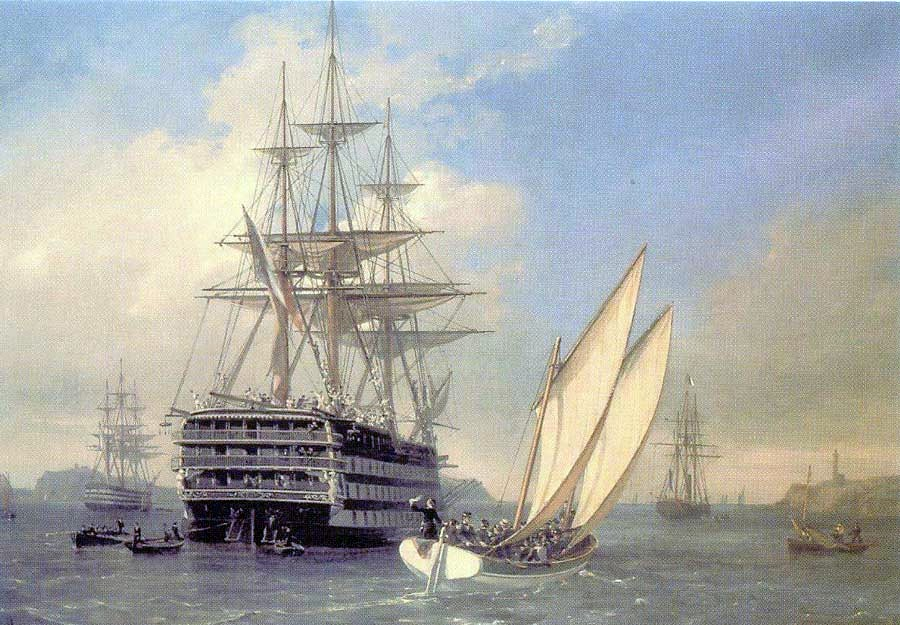
Le Borda, un des navires à bord duquel l'École navale était installée de 1840 à 1913.

- École des ingénieurs de vaisseaux (qui deviendra l'École nationale supérieure du génie maritime, puis sera incorporée dans l'École nationale supérieure de techniques avancées)
- Écoles de navigation (anciennes Écoles d'Hydrographie création en 1571 par Charles IX qui deviendra l'École nationale supérieure maritime en 2010 (ancienne École Nationale de la Marine Marchande))

La loi Daunou sur l'organisation de l'instruction publique du 3 brumaire de l'an IV (25 octobre 1795) établit, outre les écoles primaires et les écoles centrales, une liste des écoles spéciales :
- écoles spéciales d'astronomie
- écoles spéciales de géométrie et de mécanique
- écoles spéciales d'histoire naturelle
- écoles spéciales de médecine
- écoles spéciales de sciences vétérinaires
- écoles spéciales d'économie rurale
- écoles spéciales d'antiquités
- école spéciale de sciences politiques
- écoles spéciales de peinture, la sculpture et l'architecture
- écoles spéciales de musique

ainsi que des écoles pour les sourds-muets et pour les aveugles-nés. Mais seules les écoles de santé et les écoles d'économie rurale vétérinaire seront créées. L'École polytechnique organise le recrutement par concours et la formation préalable des ingénieurs de l'État, en amont des écoles d'applications (École des ponts et chaussées, École des mines, École du génie et de l'artillerie de Metz, École de la marine, École du génie maritime, École spéciale de géographie et de topographie).
La loi générale sur l'instruction publique du 11 floréal de l'an X crée les lycées, maintient les écoles spéciales existantes et institue :
- dix écoles de droit,
- trois nouvelles écoles de médecine,
- quatre écoles d'histoire naturelle, de physique et de chimie,
- deux écoles spéciales pour les arts mécaniques et chimiques,
- une école de mathématiques transcendantes,
- une école spéciale de géographie, d'histoire et d'économie publique,
- une quatrième école des arts du dessin.

Elle crée également :
- l'école spéciale militaire, implantée en premier lieu dans le château de Fontainebleau, sous la protection directe de l'Empereur qui tenait à garder un œil particulier sur les futurs officiers de l'Empire. Cette école prestigieuse sera ensuite déplacée à Saint-Cyr, dans les bâtiments construits pour l'ancien collège de filles créé par Madame de Maintenon.

« Lorsque les élèves auront fini leurs six années d'études dans les lycées, leur application et leurs progrès trouveront, au premier terme de leurs travaux, une nouvelle carrière d'espérance et de succès. Deux dixièmes d'entre eux seront placés dans les diverses écoles spéciales, où ils continueront d'être instruits et entretenus aux frais du trésor public, de manière à acquérir avec gloire un état et une existence assurés dans la république. Jamais avantage plus grand n'a été offert à la jeunesse studieuse. La bonne conduite, l'attachement à leurs devoirs, les études fructueuses, conduiront ceux des élèves qui se seront le plus distingués, à puiser dans les sciences ou dans les arts libéraux les moyens de parvenir à une profession honorable. Jurisprudence, médecine, mathématiques, physique, art militaire, manufacture, diplomatie, administration, astronomie, commerce, peinture, architecture, toutes les routes du savoir et des talens qui rendent les hommes chers et utiles à leurs semblables, leur seront ouvertes. Ceux qui ne passeront pas par ce genre de concours dans les écoles spéciales, pourront se destiner, par une étude particulière des mathématiques, aux écoles de services publics, et s'ouvrir ainsi une autre carrière non moins glorieuse et non moins avantageuse dans le génie, l'artillerie, la marine, les ponts et chaussées, les mines et la géographie. » (Extrait du discours prononcé au corps législatif par Antoine-François Fourcroy, orateur du gouvernement, sur le projet de loi).
L'arrêté des consuls de la République du 12 vendémiaire de l'an XI réunit les écoles d'artillerie et du génie pour former une école commune aux deux armes nommé École d'artillerie et du génie et établie à Metz. L'admission se fait sur examen parmi les élèves de l'École polytechnique. La loi du 21 germinal de l'an XI établit six écoles de pharmacie. La loi du 10 mai 1806, relative à la formation d'une Université impériale et le décret du 17 mars 1808 fixant son organisation remettent en cause le développement des écoles spéciales au profit de la mise en place d'un système universitaire centralisé organisé selon les trois grades des anciennes universités (baccalauréat, licence, doctorat), déjà rétabli dans les écoles de droit. Les écoles de droit et de médecine sont transformées en facultés alors que les écoles de services publics restent en dehors de l'Université.

### Restauration

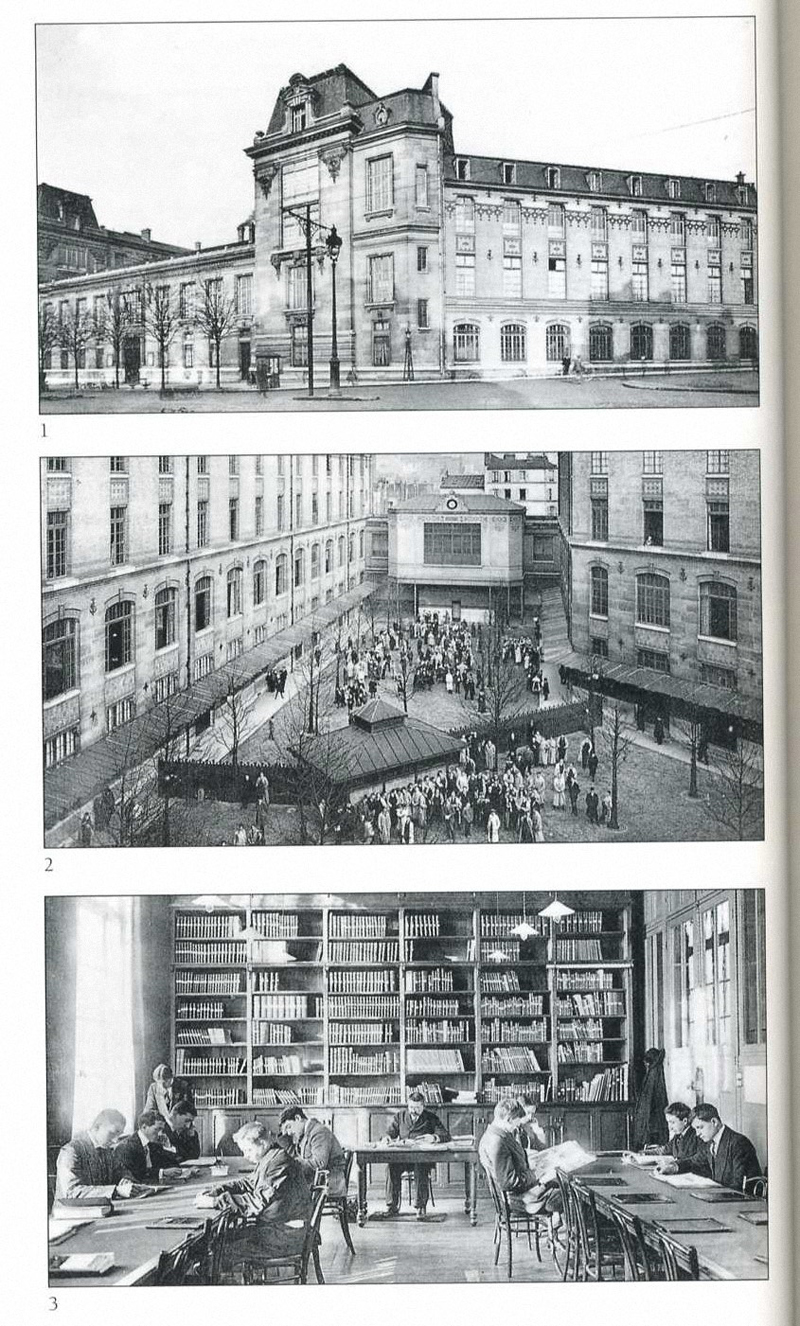
L'École supérieure de commerce de Paris, fondée en 1819, historiquement la première grande école de commerce française, ici au début du XXe siècle.

- 1816 : Création de l'École nationale supérieure des mines de Saint-Étienne (dite École de mineurs) qui succède à l'École des mines de Geislautern créée en 1807 par Napoléon, après la perte de la Sarre en 1815[28]
- 1818 : Création du concours d'entrée à l'École normale supérieure, différencié pour la section des lettres et pour la section des science, technologie, ingénierie et mathématiques (STIM)
- 1819 : Création de l'École nationale supérieure de techniques avancées Bretagne (ENSTA Bretagne)
- 1819 : L'ordonnance du 25 novembre 1819 ajoute au Conservatoire national des arts et métiers des attributions d'école de formation aux sciences appliquées et définit trois cours publics et gratuits associés à une chaire de mécanique attribuée à Charles Dupin, une chaire de chimie dans leurs applications aux arts industriels attribuée à Louis Jacques Thénard, une chaire d'économie industrielle attribuée à Jean-Baptiste Say
- 1819 : Création de l'École supérieure de commerce de Paris
- 1821 : Création de l'École nationale des chartes
- 1824 : Création de l'École royale des eaux et forêts (dite École forestière), qui deviendra par la suite l'École nationale des eaux et forêts, école d'application ouverte aux agronomes et polytechniciens notamment, de cadre militaire formant les officiers des Eaux et Forêts
- 1826 : Création de l'Institution royale agronomique de Grignon (aujourd'hui partie d'AgroParisTech)
- 1827 : Création de l'École navale
- 1829 : Création de l'École centrale des arts et manufactures pour former des ingénieurs civils

### Monarchie de Juillet
- 1843 : Création de l'École nationale supérieure des mines d'Alès (ENSMA) pour former des ingénieurs civils

### Seconde République
- 1848 : Création de l'Institut national agronomique (INA, aujourd'hui AgroParisTech) installé à Versailles. Il fut supprimé en 1852 puis reconstitué en 1876 à Paris.

### Second Empire

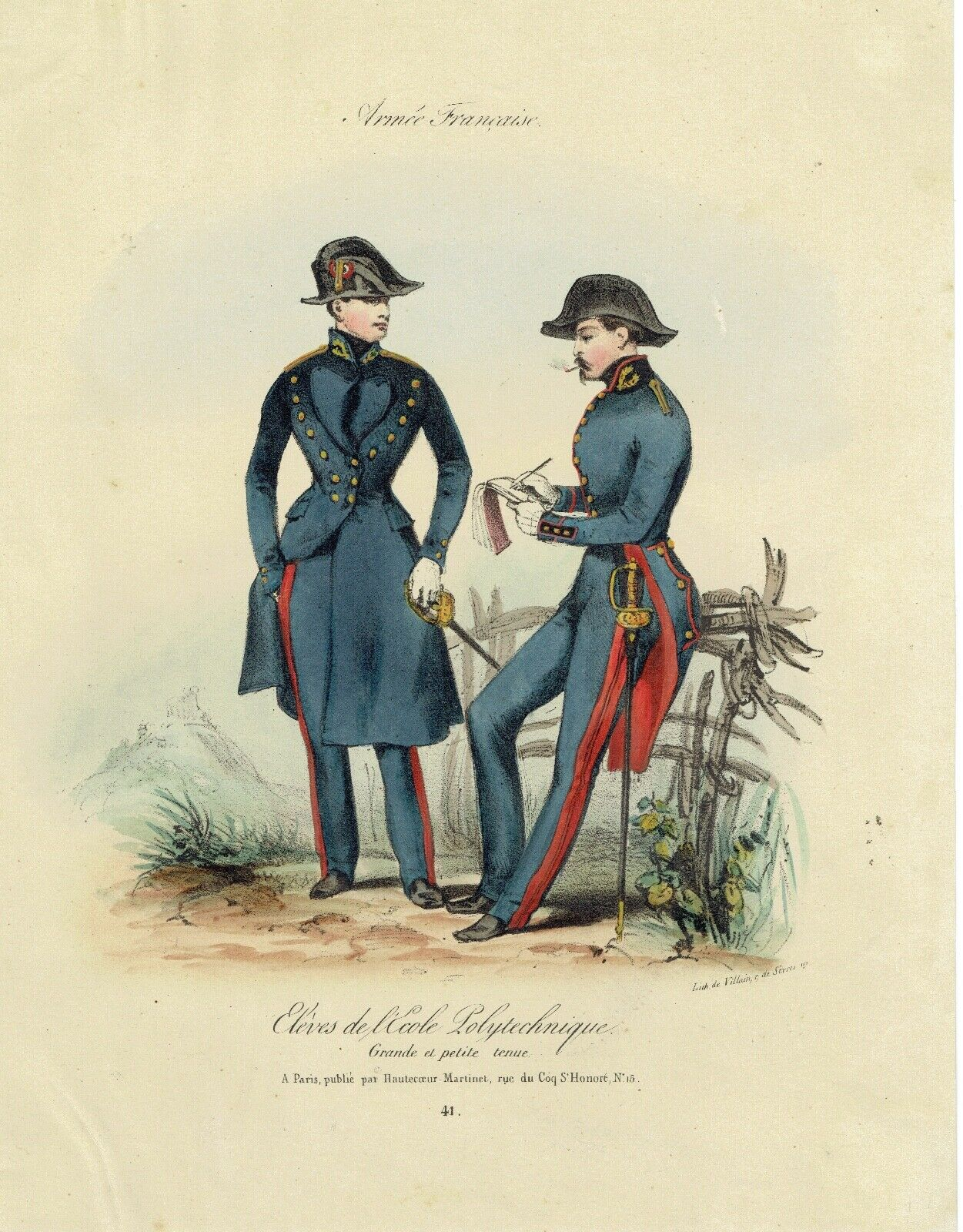
École polytechnique : petite et grande tenue, sous la monarchie de Juillet et le Second Empire.

- 1854 : Création de l'École des arts industriels et des mines de Lille qui deviendra l'Institut industriel du Nord puis l'École centrale de Lille.
- 1857 : Création de l'École centrale lyonnaise pour l'Industrie et le Commerce qui deviendra l'École centrale de Lyon.
- Ouvertures des écoles de formation des ingénieurs de l'État (Mines, Ponts) aux élèves externes (diplômes d'ingénieur civil en 1816[29] pour l'École des mines, en 1851 pour l'École des Ponts), création de nouveaux concours d'entrée.
- Le baccalauréat est rendu obligatoire pour l'inscription au concours d'entrée à l'X.
- 1865 : Création de l'École centrale d'architecture, devenue École spéciale d'architecture.
- 1866 : Le lycée Saint-Louis crée différentes divisions préparant aux écoles suivantes :
  - École polytechnique,
  - École normale supérieure (STIM),
  - École centrale,
  - École forestière,
  - Saint-Cyr,
  - auxquelles s'adjoint en 1885 une division préparant au concours d'entrée de l'École navale.
- 1868 : Création de l'École pratique des hautes études (EPHE).

En 1888, selon l'ouvrage collectif de Louis Rousselet, Nos grandes écoles militaires et civiles, publié chez Hachette en 1888, il y avait à cette époque neuf grandes écoles: l'École navale, l'École spéciale militaire de Saint-Cyr, l'École polytechnique, l'École centrale des arts et manufactures, l'École des Beaux-Arts, l'École de médecine, l'École de droit, l'École normale supérieure et l'École forestière.
En 1894, selon Georges Paulet, le nombre d'élèves dans les six écoles françaises décernant des diplômes d'ingénieurs est le suivant : École supérieure des mines, 187 ; École des mines de Saint-Étienne, 75 ; École des ponts et chaussées, moins de 100 ; École centrale des arts et manufactures, 692 ; Institut industriel du Nord, 235 ; École centrale Lyonnaise, 60.

### Troisième République
- 1871 : Création de l'École libre des sciences politiques, devenue Institut d'études politiques de Paris (Sciences Po) en 1945 - qui est cependant un Grand établissement et pas à proprement parler une grande école[pourquoi ?].
- 1871 : Création de la Rouen Business School, devenue NEOMA Business School.
- Création d'écoles de commerce au Havre (1871) et à Lille (1872), Lyon (1872).
- Création des écoles de commerce de Marseille (1872) et Bordeaux (1874) ayant fusionnées en KEDGE Business School.
- 1875 : Loi sur l'enseignement supérieur libre. Création des Classes préparatoires littéraires (classe de rhétorique supérieure).
- 1876 : Réouverture de l'Institut national agronomique (INA, aujourd'hui AgroParisTech) à Paris, installé initialement à Versailles, il avait été supprimé en 1852.
- 1878 : Création de l'École Supérieure de Télégraphie, qui deviendra l'École Supérieure des Postes & Télégraphes puis l'École nationale supérieure des télécommunications (Télécom ParisTech).
- 1878 : Création de l'École nationale supérieure des mines de Douai (ENSMD).
- 1881 : Création de l'École des Hautes études commerciales de Paris (HEC Paris).
- 1882 : Création de l'École supérieure de physique et de chimie industrielles de la ville de Paris (ESPCI Paris).
- 1882 : Création de l'École du Louvre par le ministre de l'Instruction publique et des Beaux-arts Jules Ferry et le président de l'Union centrale des arts décoratifs Antonin Proust.
- 1887 : Création de l'Institut Chimique de Nancy qui deviendra l'École Nationale Supérieure des Industries Chimiques
- 1890 : Création d'un concours commun d'admission aux écoles d'agronomie.
- 1891 : Création de l'École de chimie appliquée à l'industrie et à l'agriculture qui deviendra l'École nationale supérieure de chimie, de biologie et de physique (ENSCBP).
- 1891 : Création de l'École d'ingénieurs de Marseille qui deviendra l'École supérieure d'ingénieurs de Marseille (école fondatrice de l'École centrale de Marseille).
- 1891 : Création de l’École des travaux publics au quartier latin qui deviendra par la suite l'École spéciale des travaux publics, du bâtiment et de l'industrie (ESTP).
- 1894 : Création de l'École supérieure d'électricité (Supélec).
- 1895 : Création de l'école Hautes études d'ingénieur (HEI Lille)
- 1896 : Création du laboratoire de chimie pratique et industrielle qui deviendra l'École nationale supérieure de chimie de Paris (ENSCP).
- 1897 : Création de l'École supérieure de commerce de Montpellier (aujourd'hui Montpellier Business School).
- 1898 : École nationale des eaux et forêts
- 1899 : Création de l'École supérieure de commerce de Dijon (ESC Dijon, aujourd'hui BSB, Burgundy School of Business).
- 1900 : Création de l'École catholique d'arts et métiers (ECAM).
- 1900 : Création de l'École supérieure de commerce de Nantes (aujourd'hui Audencia Nantes).
- 1900 : Création de l'École nationale supérieure d'électricité et de mécanique (ENSEM Nancy).
- 1901 : Création de l'Institut Électrotechnique de Grenoble
- 1901 : Création de l'École d'ingénieurs en génie des systèmes industriels (EIGSI La Rochelle).
- 1902 : Création de l'École nationale supérieure de chronométrie et de micromécanique devenue École nationale supérieure de mécanique et des microtechniques (ENSMM Besançon).
- 1903 : Création de l'École supérieure de commerce de Toulouse (aujourd'hui Toulouse Business School).
- 1904 : Création de l'École Breguet, qui deviendra par la suite l'École supérieure d'ingénieurs en électronique et électrotechnique (ESIEE).
- 1905 : Création de l'Institut commercial de Nancy (ICN), devenue en 2005 ICN business school.
- 1905 : Création de l'École spéciale de mécanique et d'électricité par Joachim Sudria (ESME Sudria).
- 1906 : Création de HEC Nord qui deviendra l'École des hautes études commerciales du Nord (EDHEC) en 1951.

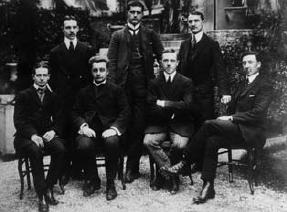
Une des premières promotions de l'Essec, en 1909.

- 1907 : L’Institut Sainte-Geneviève fonde l’Institut des sciences économiques et commerciales, devenue l'École supérieure des sciences économiques et commerciales (ESSEC) en 1912.
- 1907 : Création du titre d'ingénieur arts et métiers, le brevet des arts et métiers est équivalent au bac, les diplômés des arts et métiers peuvent intégrer l'École centrale ou l'École supérieure d'électricité après un an de Mathématiques spéciales.
- 1907 : Création des classes de mathématiques spéciales préparatoires (Mathématiques supérieures).
- 1907 : Création du cours municipal d’électricité industrielle à Toulouse, qui deviendra par la suite l'École nationale supérieure d'électrotechnique, d'électronique, d'informatique, d'hydraulique et des télécommunications (ENSEEIHT).
- 1908 : Création de l’Institut de Géologie appliquée de Nancy, qui deviendra par la suite, dès 1944, l'École Supérieure de Géologie appliquée et de Prospection minière. Le nom changera sensiblement dès 1948 en l'École Nationale Supérieure de Géologie appliquée et de Prospection minière en 1948 avant de devenir l'École nationale supérieure de géologie (ENSG).
- 1909 : Création à Paris de l'École nationale supérieure de l'aéronautique et de l'espace (SUPAERO) par le colonel Roche.
- 1912 : Création à Paris de l'École normale de l'enseignement technique qui deviendra par la suite l'École normale supérieure de Cachan (ENS Cachan) puis l'École normale supérieure Paris-Saclay (ENS Paris-Saclay).
- 1917 : Création de l'Institut d'optique théorique et appliquée (Institut d'optique ParisTech).
- 1919 : Création de l'École de la rue de la Lune, devenue École centrale de TSF puis École centrale d'électronique (ECE Paris).
- 1919 : Création de l'École nationale supérieure des mines de Nancy (ENSMN)
- 1919 : Création de l'Institut polytechnique de l'Ouest, qui deviendra l'École centrale de Nantes
- 1920 : Création de l’École de Radiotélégraphie de Bordeaux (ERB), devenue École nationale supérieure d'électronique, informatique, télécommunications, mathématiques et mécanique de Bordeaux
- 1922 : Création de l'Institut de statistique de l'université de Paris par Émile Borel.
- 1924 : Création de l'École nationale supérieure du pétrole et des combustibles liquides puis École nationale supérieure du pétrole et des moteurs (ENSPM en 1954) puis IFP school.
- 1925 : Création de l'École supérieure des techniques aéronautiques et de construction automobile (ESTACA).
- 1925 : Création de l'Institut électromécanique féminin, qui deviendra l'École polytechnique Féminine en 1933 puis EPF - École d'ingénieurs en 1994.
- 1926 : Création de l'École technique de photographie et de cinématographie (ETPC) qui deviendra l’École nationale supérieure Louis-Lumière.
- 1928 : Création de la Reims Management School, devenue Neoma Business School.
- 1930 : Création par décret de l’Institut de science financière et d'assurances à Lyon afin de former les actuaires nécessaire aux compagnies d'assurances.
- 1941 : Création de l’École nationale des sciences géographiques (ENSG-Géomatique).
- 1941 : Création de l'École nationale supérieure de la Police (ENSP).

### Quatrième République
- 1945 : École nationale supérieure d'ingénieurs de constructions aéronautiques (ENSICA)
- 1945 : École nationale d'administration (ENA)
- 1945 : Transformation de l'Institut d'études politiques de Paris (Sciences Po Paris)
- 1945 : École des hautes études en santé publique (EHESP)
- 1945 : Institut d'études politiques de Strasbourg (Sciences Po Strasbourg)
- 1946 : Centre de formation des journalistes (CFJ)
- 1947 : École des hautes études en sciences sociales (EHESS)
- 1948 : Création de l’Institut supérieur des matériaux et de la construction mécanique (ISMCM), puis le Centre d’études supérieures de techniques industrielles (CESTI en 1956) devenu l'Institut supérieur de mécanique de Paris en 2003 (Supméca)
- 1948 : École nationale supérieure de mécanique et d'aérotechnique (ENSMA aujourd'hui ISAE ENSMA)
- 1948 : École nationale de la météorologie (ENM)
- 1948 : Création de l'Institut d'études politiques de Bordeaux (Sciences Po Bordeaux), par Maurice Duverger
- 1948 : Institut d'études politiques de Toulouse (Sciences Po Toulouse)
- 1948 : Institut d'études politiques de Grenoble (Sciences Po Grenoble)
- 1948 : Institut d'études politiques de Lyon (Sciences Po Lyon)
- 1949 : École nationale de l'aviation civile (ENAC)
- 1952 : École Nationale de Radiotechnique et d’Électricité Appliquée (ENREA), devenue École nationale supérieure de l'électronique et de ses applications (ENSEA)
- 1954 : École nationale des travaux publics de l'État (ENTPE)
- 1956 : Institut d'administration des entreprises de Paris (IAE de Paris)
- 1956 : Institut supérieur d'électronique du Nord (ISEN), devenue Institut supérieur de l'électronique et du numérique (ISEN)
- 1956 : Institut d'études politiques d'Aix-en-Provence (Sciences Po Aix)
- 1956 : École supérieure d'électronique de l'Ouest (ESEO - Angers, Paris, Dijon)
- 1957 : Institut européen d'administration des affaires (INSEAD)
- 1957 : Institut national des sciences appliquées (INSA)
- 1957 : École des hautes études en sciences de l'information et de la communication - CELSA

### Cinquième République
La liste des établissements supérieurs désignés comme grandes écoles a commencé à augmenter à la fin du XXe siècle sous l'influence d'une association, appelée Conférence des grandes écoles, créée en 1973 avec la participation de onze écoles supérieures d'ingénieur, auxquelles s'étaient jointes l'École des hautes études commerciales, qui va étendre ce titre aux écoles supérieures de commerce (ESCAE), puis à tous les établissements qui deviennent membres (actuellement 226). Il s'agit maintenant d'établissements d'enseignement supérieurs de toutes sortes, de commerce, d'enseignement, d'art, de techniques, de communication, publics ou privés, français ou étrangers, qui viennent chercher dans cette appellation une notoriété prestigieuse.

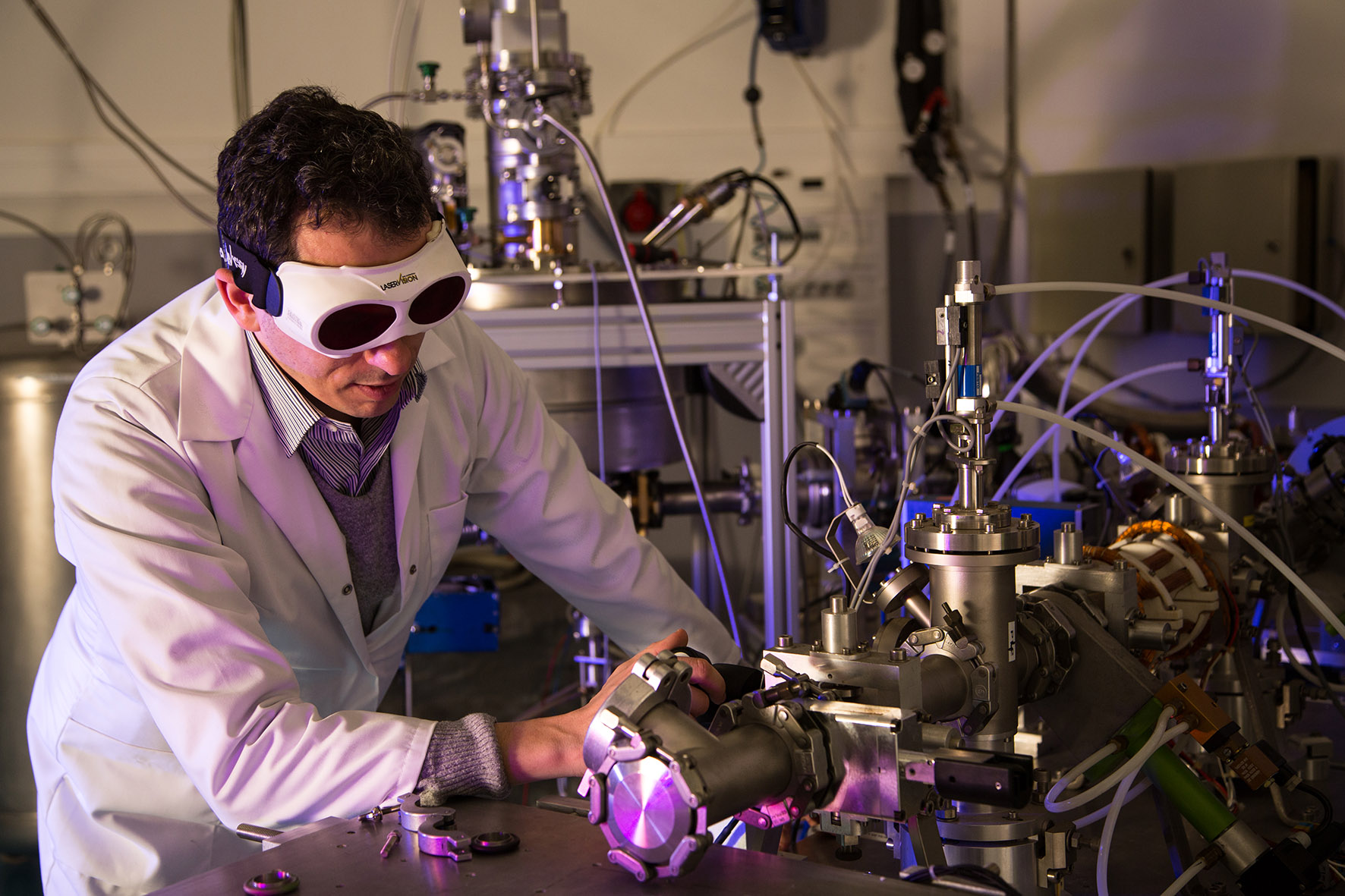
Accélérateur d’électrons SIRIUS au Laboratoire des solides irradiés de l’École polytechnique.

- 1958 : École nationale de la magistrature (ENM)
- 1958 : École supérieure d'applications électroniques et automatismes (ESEA désormais ESIEA)
- 1959 : École des Ingénieurs de la Ville de Paris (EIVP)
- 1960 : École polytechnique de l'université de Lorraine (Polytech Nancy)
- 1960 : École nationale supérieure d’informatique et de mathématiques appliquées (ENSIMAG)
- 1960 : École nationale supérieure de sécurité sociale (EN3S)
- 1960 : École nationale d'ingénieurs (ENI)
- 1960 : École Nationale des Ingénieurs des Travaux Ruraux et des Techniques Sanitaires (ENITRTS), devenue École nationale du génie de l'eau et de l'environnement de Strasbourg (ENGEES)
- 1961 : Institut polytechnique des sciences avancées (IPSA)
- 1963 : École nationale supérieure de bibliothécaires (ENSB), devenue École nationale supérieure des sciences de l'information et des bibliothèques (ENSSIB)
- 1967 : Institut supérieur de gestion (ISG)
- 1968 : École nationale supérieure d'informatique pour l'industrie et l'entreprise (ENSIIE)
- 1968 : Institut supérieur d'agriculture et d'agroalimentaire Rhône-Alpes (ISARA-Lyon)
- 1969 : École nationale supérieure d'architecture de Toulouse (ENSA de Toulouse)
- 1969 : École nationale supérieure d'architecture de Versailles (ENSAV)
- 1969 : Institut national polytechnique de Grenoble, Institut national polytechnique de Lorraine et Institut national polytechnique de Toulouse
- 1972 : Université de technologie de Compiègne (UTC)
- 1975 : École des hautes études en sciences sociales (EHESS)
- 1976 : École nationale supérieure d'ingénieurs de Caen (ENSICAEN)
- 1977 : Télécom Bretagne (anciennement École nationale supérieure des télécommunications de Bretagne (ENST Bretagne))
- 1979 : Télécom SudParis (anciennement Institut national des télécommunications) (TSP)
- 1984 : Grenoble École de management (GEM)
- 1984 : École pour l'informatique et les techniques avancées (EPITA)
- 1985 : École supérieure des technologies industrielles avancées (ESTIA)
- 1986 : École nationale supérieure des sciences appliquées et de technologies de Lannion (ENSSAT)
- 1990 : École nationale supérieure de génie industriel (ENSGI)
- 1990 : École nationale du patrimoine (anciennement École du patrimoine)
- 1990 : École supérieure de commerce de Rennes (Rennes School of Business, RSB)
- 1991 : École d'Ingénieurs en Informatique pour l'Industrie (E3i)
- 1991 : Institut d'études politiques de Lille (Sciences Po Lille)
- 1991 : Institut français de mécanique avancée (IFMA)
- 1991 : Institut d'études politiques de Rennes (Sciences Po Rennes)
- 1992 : École polytechnique universitaire de l'université Lyon-I (Polytech Lyon)
- 1994 : Université de technologie de Troyes (UTT)
- 1998 : Institut national des études territoriales (INET)
- 2001 : Institut national du patrimoine (INP) (anciennement École nationale du patrimoine)
- 2003 : Institut supérieur des biotechnologies de Paris (Sup’Biotech)
- 2013 : Institut d'études politiques de Saint-Germain-en-Laye (Sciences Po Saint-Germain-en-Laye)

## De nos jours
Les grandes écoles recouvrent de nombreux domaines, militaires ou civils, scientifiques, administratifs ou commerciaux. Elles peuvent être catégorisées de la façon suivante,,,,:

### Écoles normales supérieures

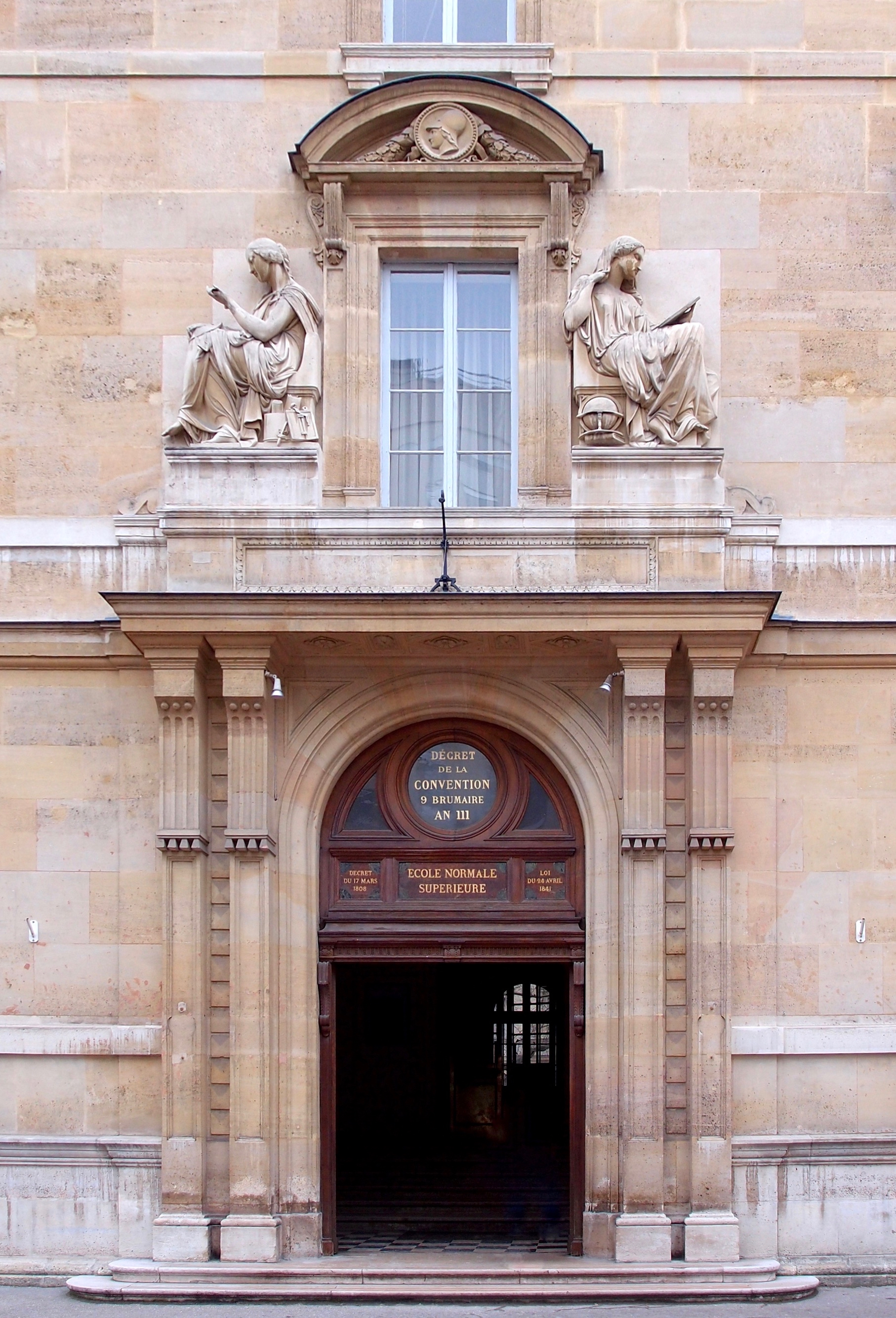
Entrée du bâtiment historique de l'École normale supérieure de Paris, au 45 rue d'Ulm.

Les écoles normales supérieures forment des chercheurs et des professeurs, dont certains prennent ensuite un rôle dans l'administration publique ou dans le monde des affaires. De nombreux prix Nobel ou lauréats de la médaille Fields sont diplômés des Écoles normales supérieures de Paris, Lyon ou Paris-Saclay. Il y a quatre Écoles normales supérieures :
- École normale supérieure de Paris, surnommée « Ulm », du fait de son adresse rue d'Ulm (STIM et sciences humaines) ;
- École Normale Supérieure de Lyon (STIM et sciences humaines)[37] ;
- École normale supérieure Paris-Saclay, Paris (STIM, sciences sociales, économie et management, langues étrangères) ;
- École normale supérieure de Rennes (STIM, sciences sociales, économie et management, sport).

### Écoles d'ingénieurs
Les écoles d'ingénieurs recrutent la plupart de leurs élèves après une formation en classes préparatoires scientifiques (deux ou trois années d'études post-Bac). Beaucoup participent également à des écoles doctorales communes à plusieurs universités régionales, parfois en association avec d'autres réseaux internationaux d'enseignement supérieur. Les meilleures écoles d'ingénieurs dispensent souvent une formation générale et très intensive. Il y a en tout 204 écoles d'ingénieurs. La plupart des écoles des quatre premiers groupes suivants forment les ingénieurs dits «généralistes».

#### Écoles d'ingénieur généralistes
Écoles de l'Institut polytechnique de Paris
- École polytechnique (« l'X ») – fondée en 1794 et administrée par le ministère des Armées ;
- École nationale de la statistique et de l'administration économique (ENSAE ParisTech) – fondée par l'Institut national de la statistique et des études économiques (INSEE) et administrée par le ministère de l'Économie et des Finances ;
- École nationale supérieure de techniques avancées (ENSTA ParisTech), administrée par le ministère de la Défense ;
- École nationale supérieure des télécommunications (Télécom Paris), administrée par le ministère de l'Industrie – fait partie de l'Institut Télécom ;
- Télécom SudParis - fait également partie de l’Institut Mines-Télécom, établissement sous tutelle des ministères chargés de l’industrie et des communications électroniques

Écoles Centrales d'Ingénieurs
- CentraleSupélec (CS), résultat de la fusion en 2015 entre l'École centrale Paris (ECP ou Centrale Paris), fondée en 1829, et l'École Supérieure d'Électricité (ou Supélec) fondée en 1894 ;
- École centrale de Lille (ECLi, EC-Lille ou Centrale Lille) ;
- École centrale de Lyon (ECL, EC-Lyon, ou Centrale Lyon), fondée en 1857 en tant qu'École centrale lyonnaise pour l'industrie et le commerce ;
- Centrale Méditerranée (ECM, EC-M), anciennement École Centrale de Marseille ;
- École centrale de Nantes (ECN, EC-Nantes, ou Centrale Nantes)

Institut national des sciences appliquées (INSA)
Plus grand réseau de formation des ingénieurs en France, comptant plus de 16 700 étudiants, administré par le ministère de l'Éducation. Le réseau est composé de plusieurs écoles à travers la France :
- INSA Lyon, INSA Toulouse, INSA Rennes, INSA Rouen, INSA Strasbourg[9], INSA Centre Val de Loire

Institut national polytechnique

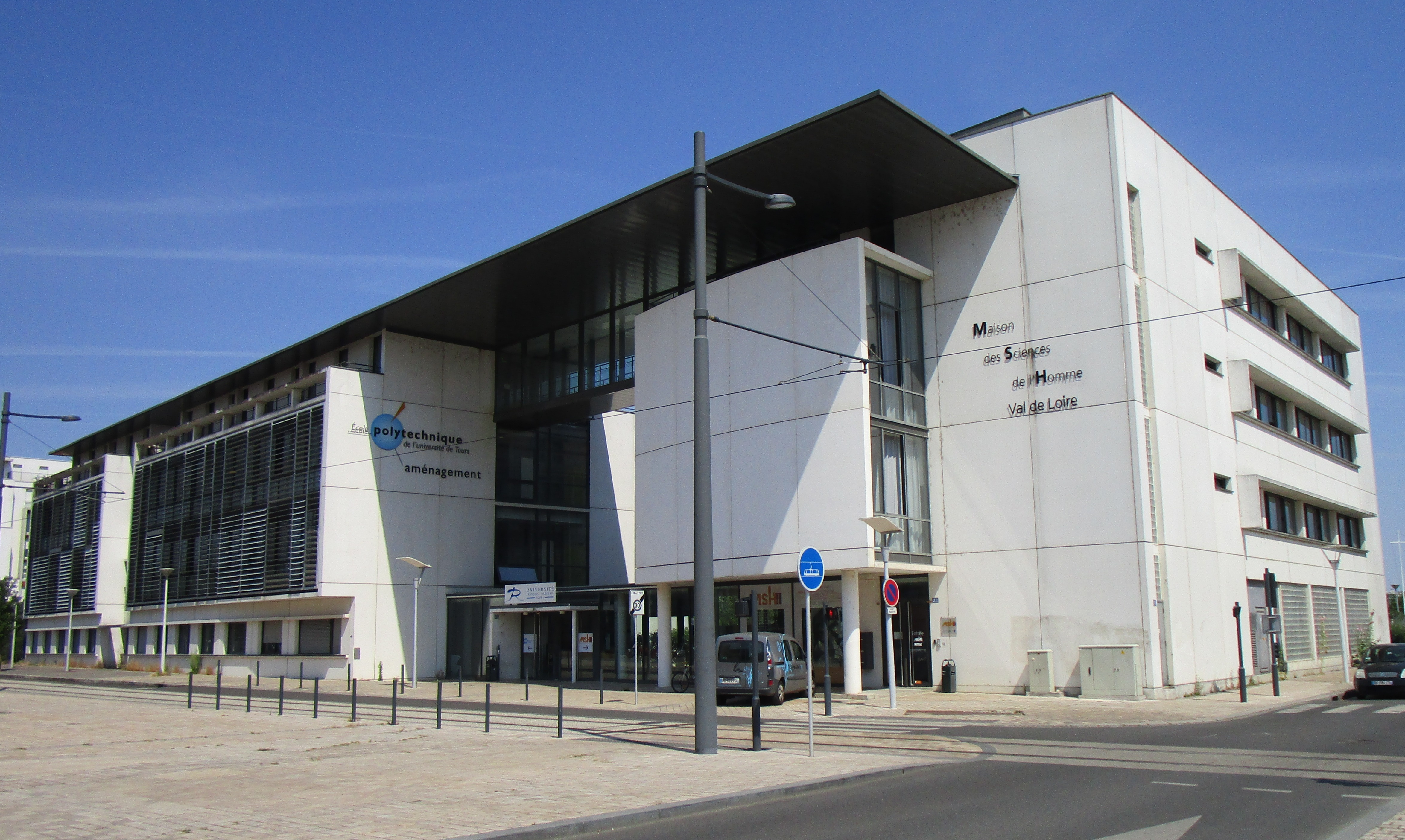
Bâtiments de Polytech Tours.

Réseau de formation des ingénieurs. Le réseau est composé de plusieurs écoles à travers la France :
- INP Grenoble, INP Lorraine, INP Bordeaux, INP Clermont-Auvergne'

Réseau Polytech
Réseau de formation des ingénieurs, consistant en 15 écoles réparties dans des Universités Technologiques. Ces écoles offrent des Masters dans de nombreuses spécialités :
- Polytech Angers, Polytech Lorraine, Polytech Grenoble, Polytech Lille, Polytech Lyon, Polytech Marseille, Polytech Montpellier, Polytech Clermont-Ferrand, Polytech Nantes, Polytech Nice Sophia, Polytech Orleans, Polytech Sorbonne, Polytech Paris-Saclay, Polytech Savoie, Polytech Tours.

Écoles d'ingénieurs Institut Mines-Télécom

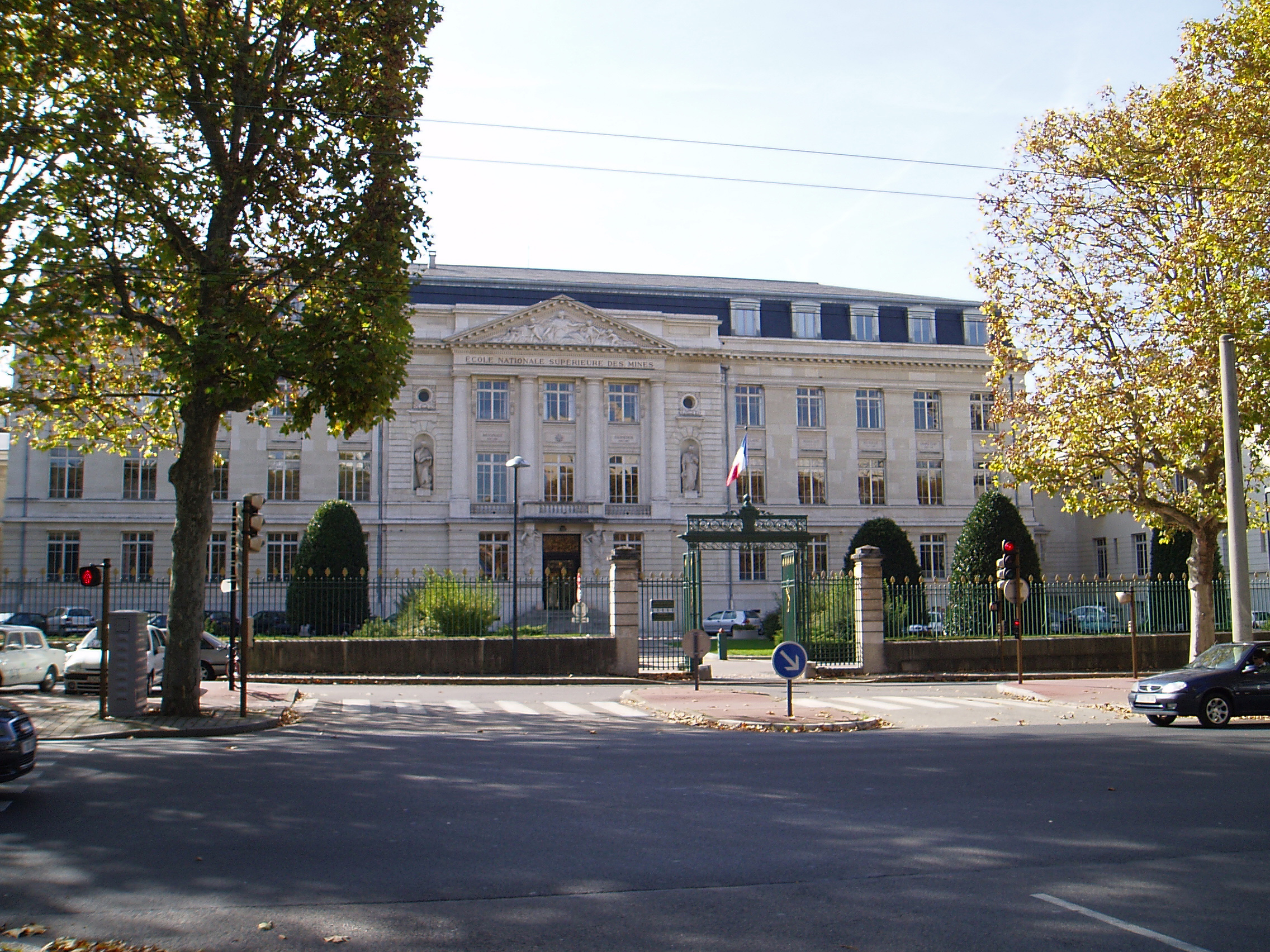
École nationale supérieure des mines de Saint-Étienne.

- École Nationale Supérieure des Mines Telecom Atlantique Bretagne Pays de la Loire (Telecom Bretagne et l'École des Mines de Nantes ont fusionné en 2017) ;
- Mines d'Albi-Carmaux, Mines d'Alès, Mines-Télécom de Lille-Douai (IMT Lille Douai), Mines ParisTech, Mines de Nancy, Mines de Saint-Étienne ;
- Télécom Paris, Télécom SudParis, Télécom Nancy, Télécom Saint-Étienne, Télécom Physique Strasbourg[9] ;

Écoles nationales d'ingénieurs (ENI)
Réseau de formation des ingénieurs :
- ENI Brest, ENI Metz, ENI Saint-Étienne, ENI Tarbes

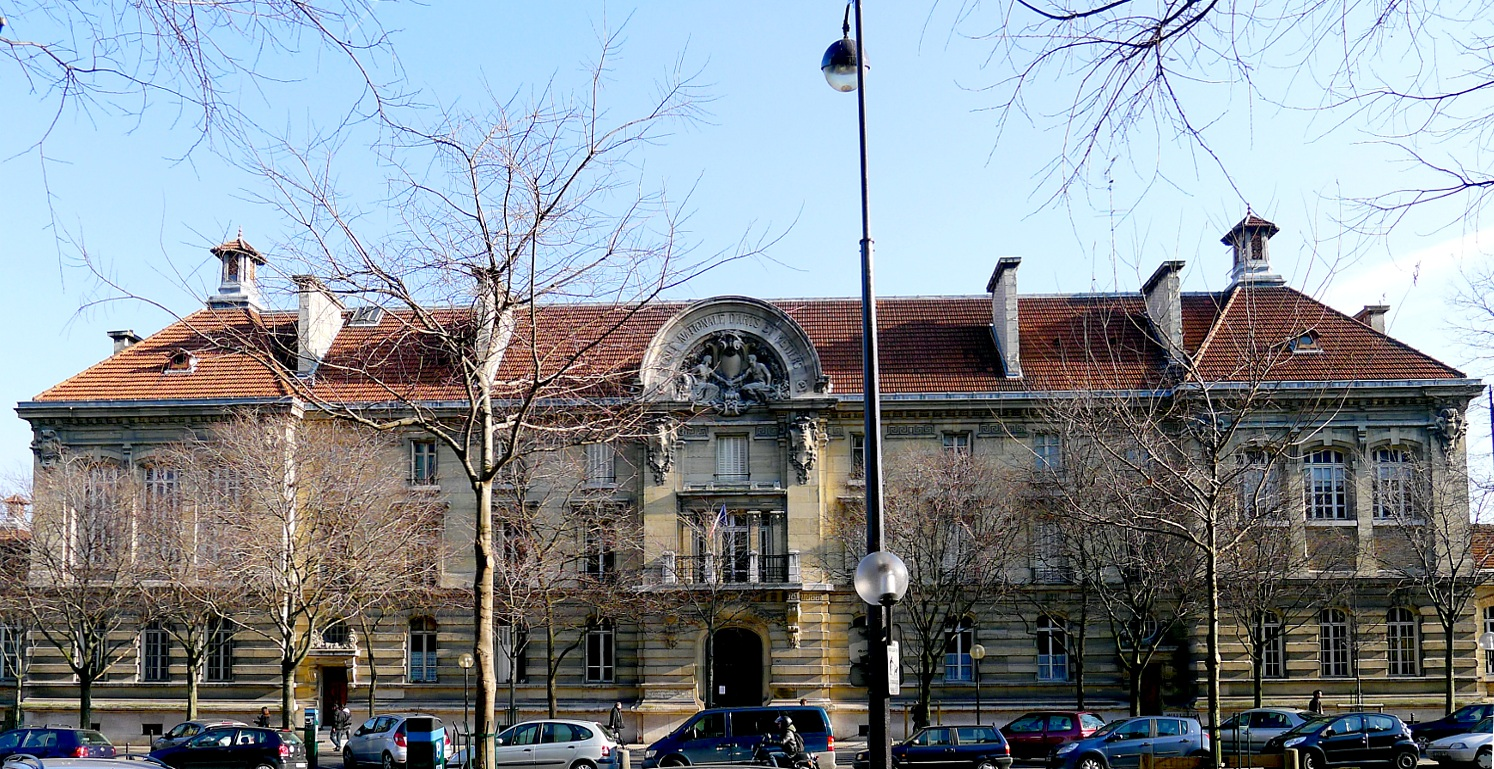
L'École nationale supérieure d'arts et métiers sur le boulevard de l'Hôpital (13e arrondissement de Paris).

- Conservatoire national des arts et métiers[9] Grand établissement d’enseignement supérieur et de recherche français placé sous la tutelle du ministère chargé de l'Enseignement supérieur.

Grandes écoles de physique
- École supérieure de chimie, physique, électronique de Lyon (ESCPE, or CPE-Lyon)[9] ;
- Institut d'Optique Graduate School (IOGS, aussi appelée SupOptique) ;
- École supérieure de physique et de chimie industrielles de la ville de Paris (ESPCI ParisTech) ;
- École nationale supérieure de chimie et de physique de Bordeaux (ENSCPB) ;
- École nationale supérieure de l'électronique et de ses applications (ENSEA)[9] ;

Grandes écoles des technologies de télécommunication et de l'information
- École Centrale d'Électronique (ECE Paris)[9] ;

Grandes écoles de physique et techniques appliquées, ou d'ingénierie civile et industrielle
- École des ingénieurs de la ville de Paris (EIVP) ;

- École nationale de l'aviation civile (ENAC)[9] ;

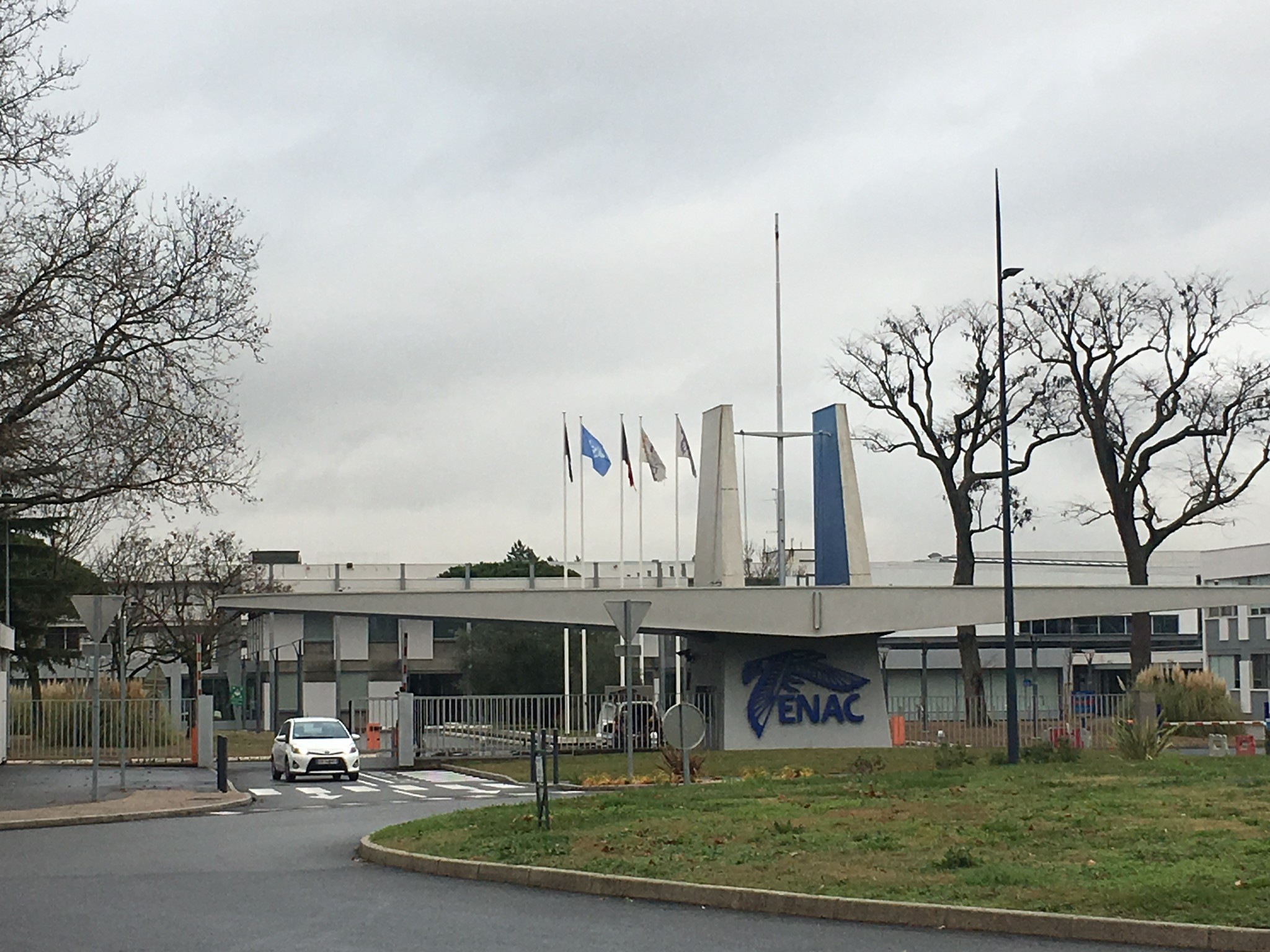
École nationale de l'aviation civile.

- École supérieure des techniques aéronautiques et de construction automobile (ESTACA or ISAE-ESTACA)[9] ;

Autres grandes écoles privées avec diverses spécialités
- École supérieure des technologies industrielles avancées (ESTIA à Biarritz), fondée en 1985, consulaire[38] ;

### Écoles de commerce et de gestion
La plupart des grandes écoles de commerce, ou « grandes écoles de management », sont soit consulaires (gérées par les Chambres de commerce et d'industrie régionales, des établissements publics), soit associatives à but non lucratif (association loi de 1901), soit privées à but lucratif (Société anonyme, Société à mission, etc.). Les écoles suivantes, recrutant principalement sur concours après Classes préparatoires aux grandes écoles, sont fortement sélectives et font partie de la Conférence des grandes écoles. Ces établissements ont généralement des frais de scolarité élevés, en particulier du fait du désengagement progressif de l'état dans le financement de Chambres de commerce et d'industrie. Le ministère de l'Éducation nationale n'inclut dans son « Calendrier des concours d'entrée dans les grandes écoles » que les écoles de commerce des concours BCE et Ecricome,,.

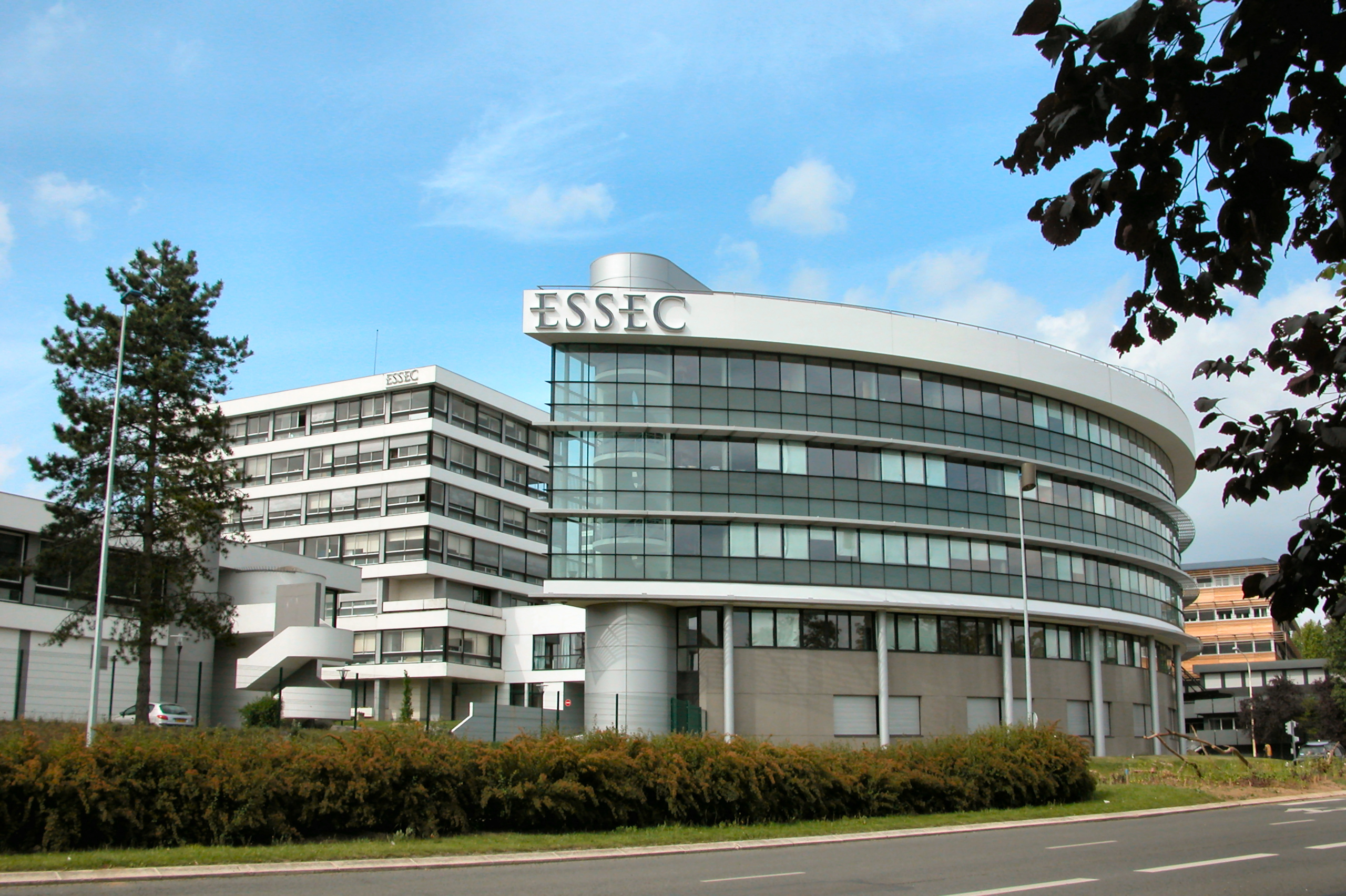
Le campus principal d'ESSEC Business School.

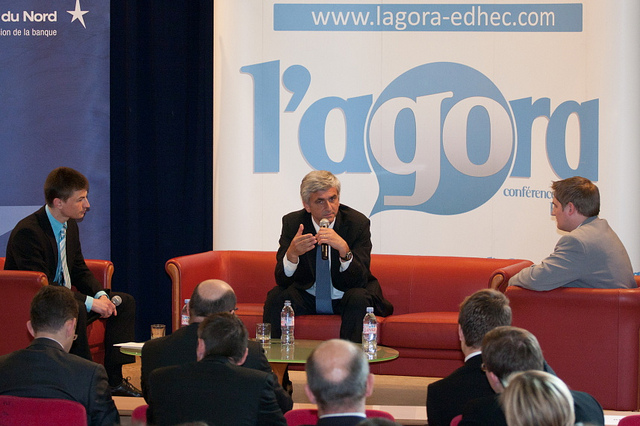
Hervé Morin en conférence à l'EDHEC Business School.

Écoles du concours BCE ("Banque Commune d'Épreuves"),,
- École des hautes études commerciales (HEC), consulaire[16],[38],[42]
- École supérieure des sciences économiques et commerciales (ESSEC), association à but non lucratif (loi de 1901), précédemment consulaire[43],[42]
- École supérieure de commerce de Paris (ESCP), consulaire[16],[38],[42]
- École des hautes études commerciales (EDHEC), association à but non lucratif (loi de 1901)[16],[44]
- École de management de Lyon (EM Lyon), société à mission, depuis juillet 2021[45],[46]
- Audencia (ESC Nantes), consulaire[38],[42]
- Burgundy School of Business (EM Dijon), consulaire[38]
- École de management de Normandie (EM Normandie), association à but non lucratif (loi de 1901)[16]
- École supérieure de commerce de Clermont (ESC Clermont), consulaire
- Excelia (EM La Rochelle), consulaire[16]
- Grenoble École de management (EM Grenoble, GEM), consulaire[38]
- ICN Business School (ICN) , association à but non lucratif (loi de 1901)[47]

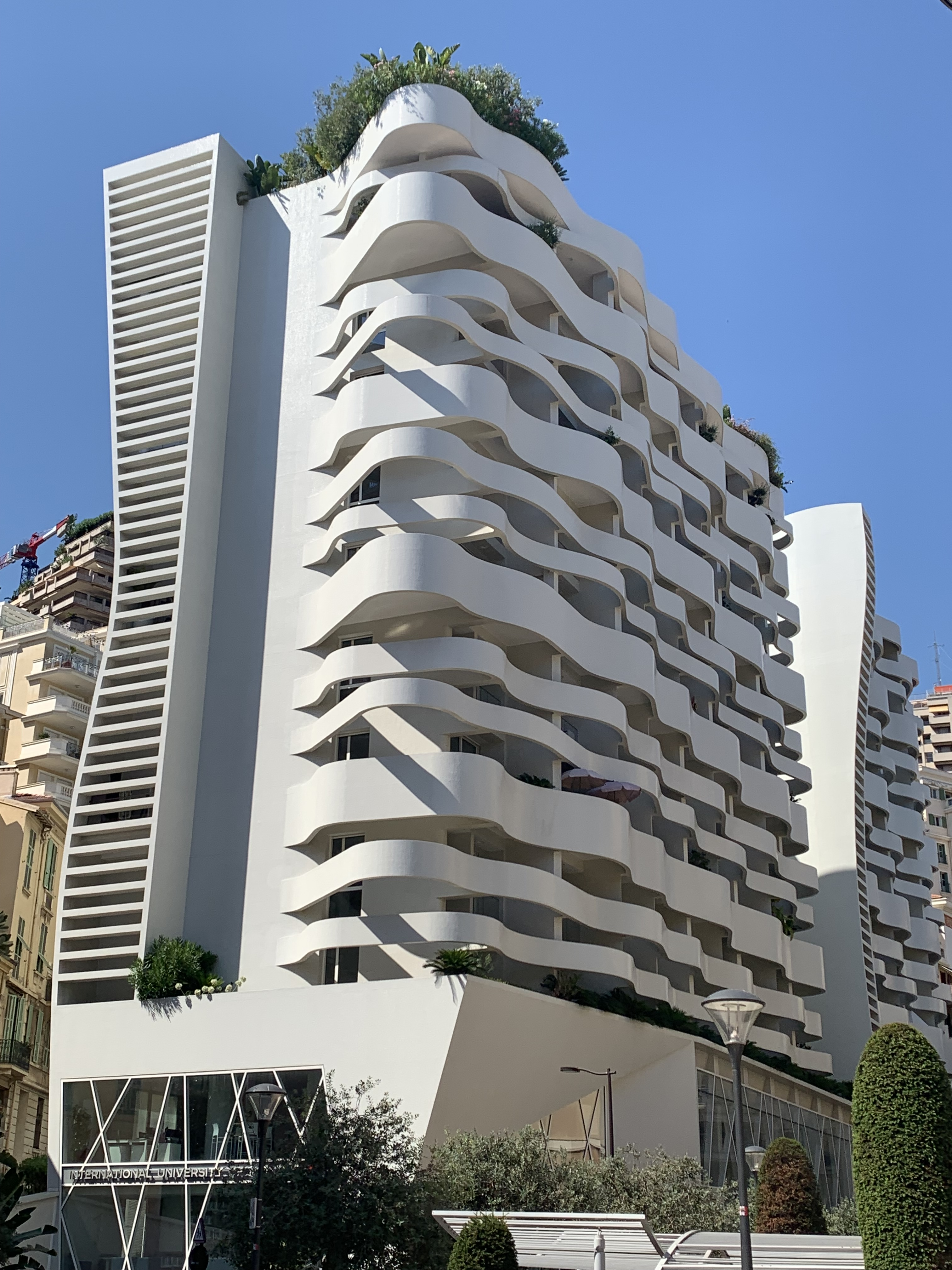
Campus de l'INSEEC à Monaco.

- Campus de l'INSEEC à Monaco.Institut des hautes études économiques et commerciales (INSEEC), association à but non lucratif (loi de 1901)[48]
- Institut Mines-Télécom Business School (IMT-BS), publique [49]
- Institut supérieur du commerce de Paris (ISC Paris), association à but non lucratif (loi de 1901)[50]
- SKEMA Business School, association à but non lucratif (loi de 1901)[44]
- Toulouse Business School, consulaire[38]

Écoles du concours Ecricome,
- EM Strasbourg Business School, publique[52]
- Montpellier Business School, association à but non lucratif (loi de 1901)[16]
- KEDGE Business School, association à but non lucratif (loi de 1901)[44],[53]
- NEOMA Business School, consulaire[38],[42]
- ESC Rennes School of Business, association à but non lucratif (loi de 1901)[54]

### Grandes écoles sans classe préparatoire
Certaines grandes écoles sont accessibles directement après le baccalauréat, sur concours. Souvent, les étudiants de ces écoles poursuivent leurs études dans des écoles administratives.

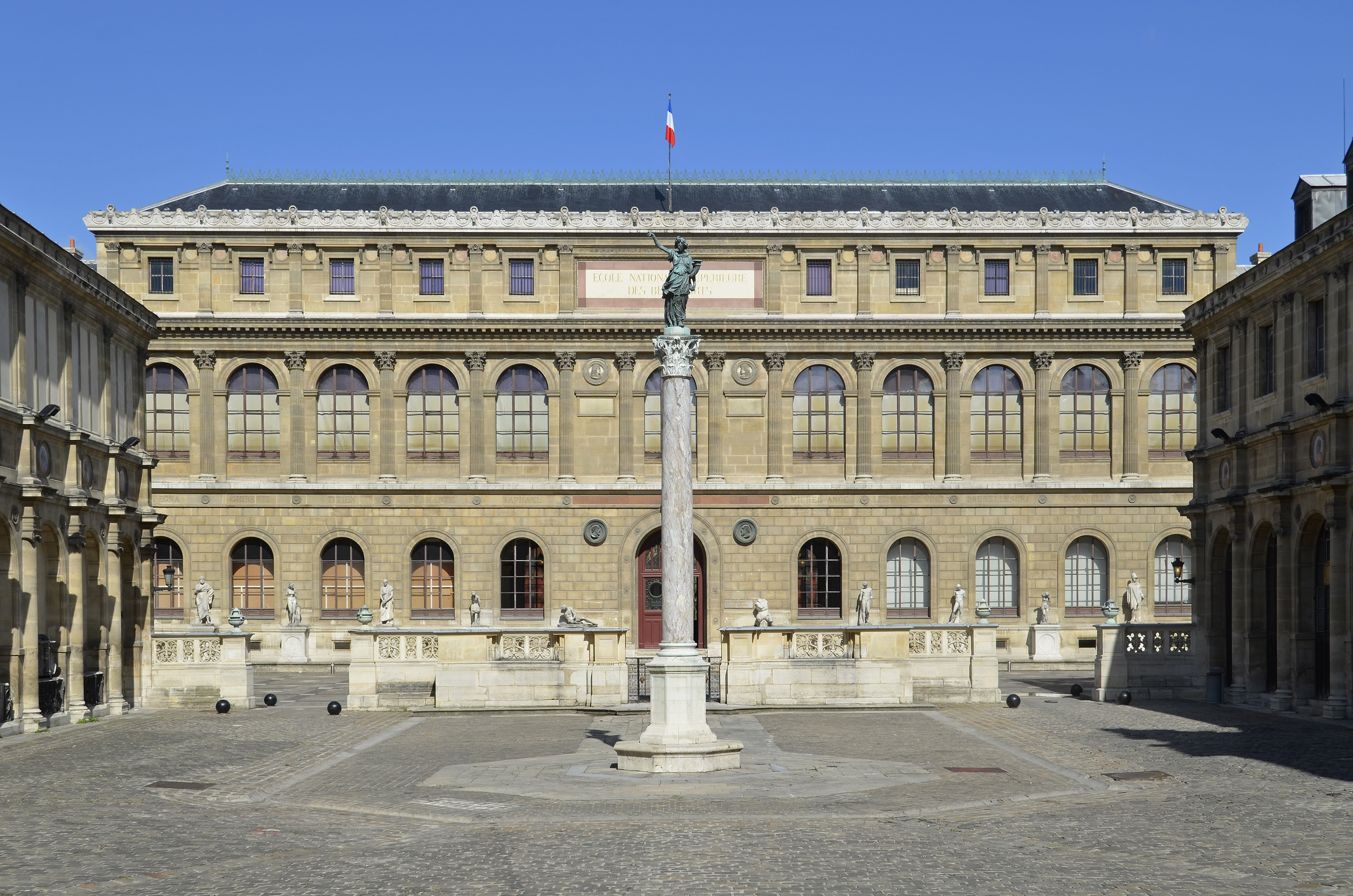
Palais des études des Beaux-Arts, à Paris.

- Écoles nationales vétérinaires (ENV) : depuis la rentrée 2021, il est possible d'intégrer les quatre écoles vétérinaires publiques (Alfort, Lyon, Toulouse et Nantes) directement après le bac par la voie PACENV (« Première année commune aux écoles nationales vétérinaires ») et le concours dans le cadre de Parcoursup[55],[56]

### Universités regroupant des grandes écoles
- Université de Bordeaux
- Université de Strasbourg
- Université Côte-d'Azur
- Sorbonne-Université
- Université Paris-Dauphine[57],[58].
- Université Paris-Panthéon-Assas
- Université Paris Sciences et Lettres
- Université Paris-Saclay

### Écoles de droit, sciences politiques et affaires internationales
Ces écoles forment des étudiants dans des domaines pluridisciplinaires d'études sociales et humaines. Les étudiants se préparent à la fonction publique et à d'autres postes de direction dans le secteur public, mais de plus en plus d'entre eux finissent par travailler dans le secteur privé. Certaines de ces écoles sont réservées aux citoyens français ou de l'Espace économique européen uniquement.

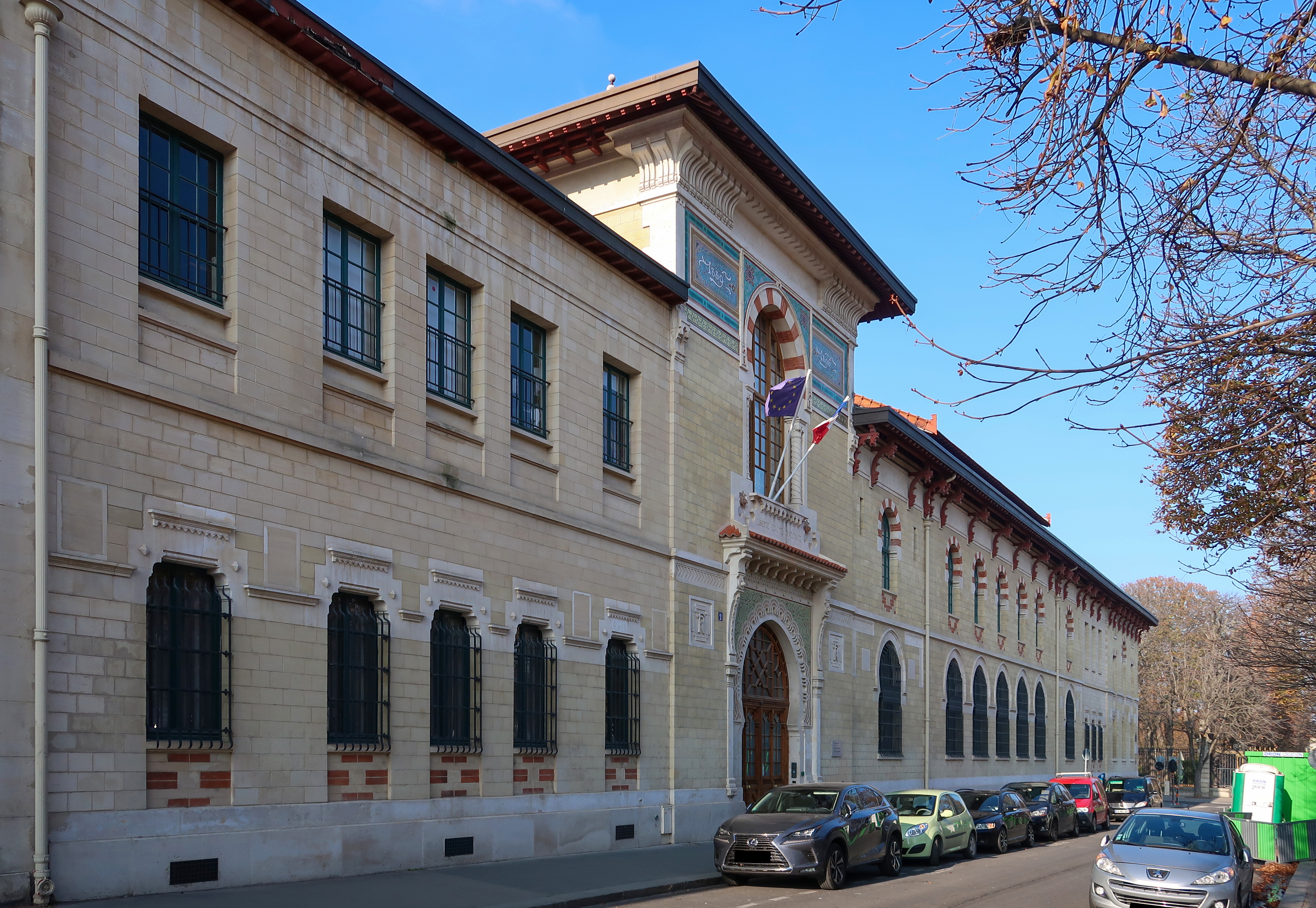
L'ENA à Paris, ancienne École nationale de la France d'outre-mer.

- Institut d'études politiques de Paris (aussi connue comme Sciences Po Paris)
- École Nationale d'Administration, dont les diplomés sont connus sous le nom d'« énarques ». Ils obtiennent généralement des postes de direction dans le secteur public, le gouvernement ou les ministères. L'école a été fermée le 31 décembre 2021, et remplacée par l'Institut national du service public.
- École nationale de la magistrature (Bordeaux). Formation de magistrats.

### Écoles militaires
La liste des grandes écoles militaires est définies réglementairement par le ministère de la Défense. Aujourd'hui, il y a quatre grandes écoles militaires généralistes, représentant chaque arme :

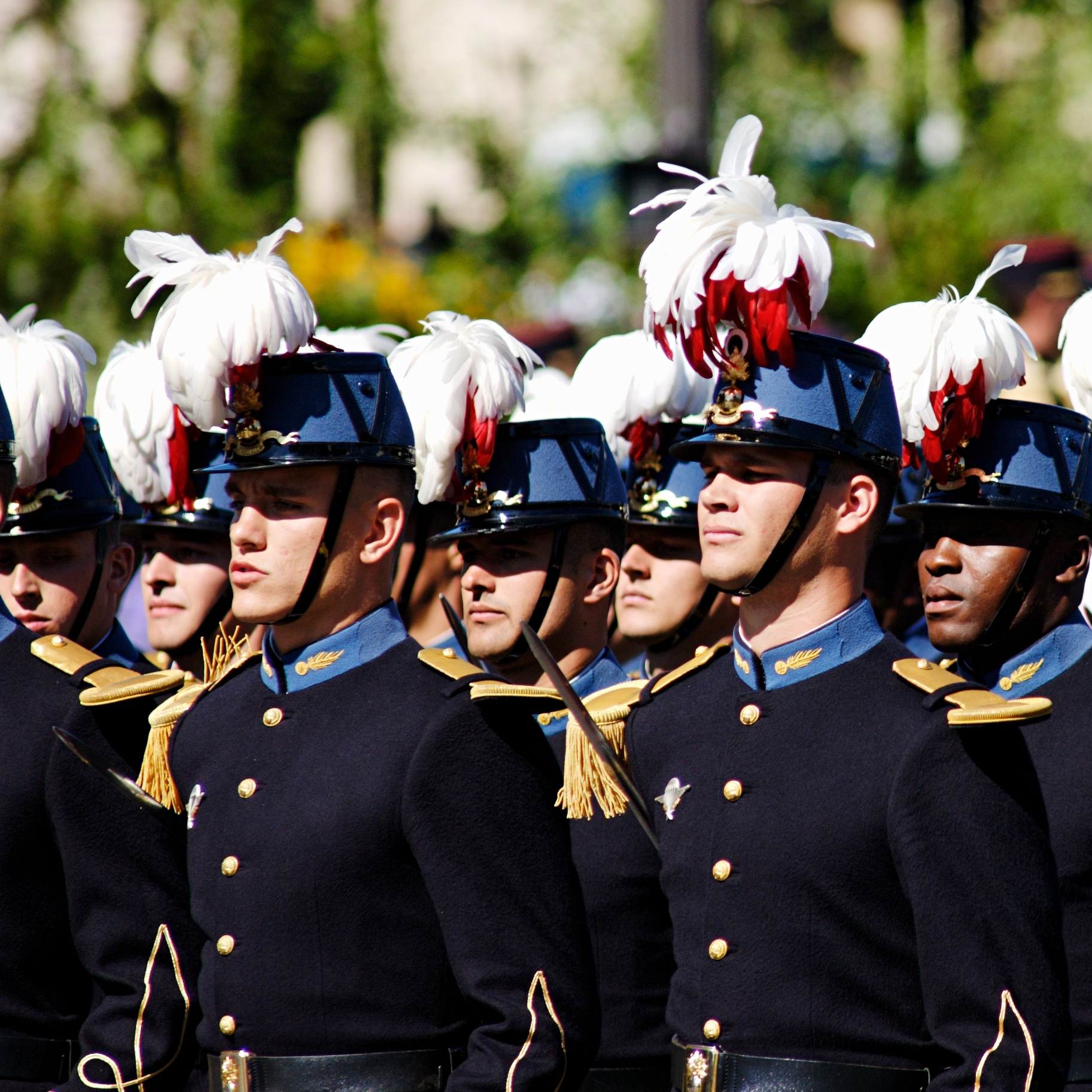
Saint-Cyriens lors du défilé du 14 juillet de 2008.

- l'École Spéciale Militaire de Saint-Cyr, anciennement située à Saint-Cyr-l'École mais aujourd'hui à Coëtquidan en Bretagne. C'est l'école militaire de l'Armée française. Surnommé Saint-Cyr, ses diplômés et étudiants sont des « cyrards » mais sont généralement appelés « saint-cyriens ». L'école délivre un diplôme d'ingénieur pour ses élèves recrutés en filière scientifique ;

Il existe également d'autres grandes écoles militaires spécialisées :
- l'École de santé des armées, située à Lyon pour la formation des médecins et pharmaciens des armées[60] ;
- l'École nationale de la sécurité et de l'administration de la mer pour les militaires et fonctionnaires de l'administration maritime française[61]

## Accès
L'admission aux grandes écoles se fait après une classe préparatoire (CPGE), ou parfois directement après le baccalauréat. Les CPGE sont sous la tutelle du ministère de l'Éducation nationale comme les universités, tandis que les grandes écoles relèvent des ministères du secteur concerné (Agriculture, Culture, Défense, Équipement, Armée, Industrie, Justice, Santé, Premier ministre, etc.), lequel peut aussi être celui de l'Éducation nationale (dans le cas de l'École normale supérieure). Les admis proviennent pour 40 % d'écoles post-bac, en 2010-2016. De nombreuses grandes écoles recrutent enfin des étudiants ayant obtenu un bac+2 ou bac+3 dans des universités, STS et IUT,.
Au contraire, certaines écoles d'ingénieurs sont dites « à prépa intégrée », c'est-à-dire accessibles dès le baccalauréat.

## Critiques et remise en cause
L'enseignement supérieur français se caractérise par l'existence de structures d'enseignement supérieur en dehors des universités ; cette spécificité est l'objet de critiques multiples de la part de certains universitaires et spécialistes de l'Éducation nationale. Au contraire des universités, les grandes écoles sont généralement estimées être la formation « naturelle » des élites politiques, administratives et économiques en France,.

### Surreprésentation des élèves issus de classes sociales très privilégiées
La critique la plus fréquente adressée aux grandes écoles est d'être un outil de reproduction sociale, dans lequel les étudiants issus de milieux sociaux-économiques favorisés sont surreprésentés.
Selon une étude de 2021 de l'Institut des politiques publiques, si les étudiants d'origine sociale « très favorisée » représentent 23 % de leur classe d'âge, ils comptent pour plus de 63 % des étudiants des grandes écoles. A contrario, les étudiants issus de milieux « défavorisés » comptent pour 36 % de leur classe d'âge, mais pour moins de 9 % des étudiants des grandes écoles, accentuant la tendance de l'enseignement supérieur en général. Cette diversité sociale au sein de ces établissements n’a pas progressé entre 2006 et 2016. Sont également notées de fortes inégalités géographiques, favorables aux jeunes originaires d'Île-de-France,,.
La surreprésentation des jeunes issus de la bourgeoisie est déjà présente en amont des grandes écoles, dans les classes préparatoires (CPGE), et est analysée par un rapport du Sénat comme « une forme de délit d'initié ».
La plupart des grandes écoles sont publiques et quasiment gratuites, alors qu'elles accueillent un public socialement privilégié ; selon Thomas Lebègue et Emmanuelle Walter, cela constitue une « redistribution à l’envers ». Au contraire, selon le directeur de l'association Observatoire des inégalités en 2008, les grandes écoles sont réservées à ceux dont les parents « financent », du fait que leur emploi du temps chargé est incompatible avec le travail des étudiants.
Pour les journalistes Thomas Lebègue et Emmanuelle Walter, les grandes écoles créent une élite « qui se serre les coudes à la tête des grandes entreprises et ne s’ouvre pas aux talents extérieurs ni ne se remet en cause ». Ils considèrent cette endogamie comme un non-sens économique, qu'ils accusent de constituer une réseaucratie. Raymond Aron, dans les années 1960, déplorait déjà que les grandes écoles fussent l’un des symboles de l’endogamie sociale et de l’homogénéité culturelle qu'il considérait comme caractéristiques des classes dirigeantes françaises.
Malgré une prolifération de dispositifs — tutorat, stages d’été, admissions parallèles —, Le Monde constate en février 2022 que les grandes écoles sont toujours aussi fermées socialement.
À ces critiques, les grandes écoles répondent qu'elles ont considérablement modifié leur recrutement dans les années 2000, seulement 38,5 % des étudiants les intégrant en 2010-2016 étant issus de classes préparatoires, et 19 % de leurs élèves étant boursiers en 2016. Dans le détail, la plus grande part (plus de 45 %) les a intégrées par la voie des admissions parallèles et 17,3 % après le bac. Ainsi, en quelques années, l'admission qui passait systématiquement par une classe préparatoire a ouvert un éventail de possibilités pour intégrer ces dernières, du BTS (5,5 % des entrants) au master universitaire 1 (5,6 %) en passant par le DUT (10,6 %) et la licence 3 (5,6 %).

### Inégalités femmes-hommes
Les grandes écoles ouvrent les concours aux étudiantes à partir du début du XXe siècle (les écoles supérieures de commerce, ou ESC à partir de 1915, Supélec en 1918), mais la féminisation reste faible jusqu'aux années 1970, moment où les dernières écoles d'ingénieurs ouvrent leurs portes (comme Polytechnique en 1972). Si la parité est atteinte dans les années 1990 pour les écoles de commerce, elle reste un objectif lointain pour les écoles d'ingénieur, où la proportion d'étudiantes varie fortement selon les domaines de spécialisation, avec un minimum à 12 % en 2011.

### Harcèlement sexuel
Parallèlement aux critiques concernant l'élitisme de leur recrutement, une autre critique adressée aux grandes écoles concerne la gestion des cas de harcèlement sexuel. Dans une tribune publiée en 2013, les collectifs féministes de plusieurs grandes écoles ont dénoncé la « complaisance coupable » des administrations face au harcèlement sexuel, notamment lors des soirées organisées par les associations étudiantes. En 2017, une enquête de l’Express révélait que plusieurs organisations étudiantes constituent des fichiers sur les comportements et les préférences des étudiantes en matière sexuelle, ce qui contrevient aux lois en matière de respect de la vie privée. En novembre 2017, une commission égalité a été créée à l’École normale supérieure de Lyon. Cet organe, où siège notamment la spécialiste des questions de genre Christine Détrez, mais aussi Jean-François Pinton (président de l'établissement) et les élus étudiants, a pour mission d'« élaborer la procédure à suivre en cas de harcèlement sexuel » et d'« instruire les dossiers concernant les violences sexistes et sexuelles, en comité restreint ». Sa gestion des dossiers a néanmoins été critiquée par des membres du corps étudiant et du personnel, notamment à travers une pétition adressée à Jean-François Pinton qui a rassemblé près de 400 signatures. Le 6 octobre 2021, une enquête interne de l'École CentraleSupélec démontre un grand nombre d’agressions sexuelles et de viols lors de l'année universitaire 2020-2021 marquée par la Pandémie de Covid-19 entraînant l'enseignement à distance, et l'isolement des étudiantes et des étudiants. Une enquête préliminaire pour harcèlement sexuel, agressions sexuelles et viols a alors été ouverte par le parquet d'Évry.